# Antoine Soulignac
 (mars 2025).

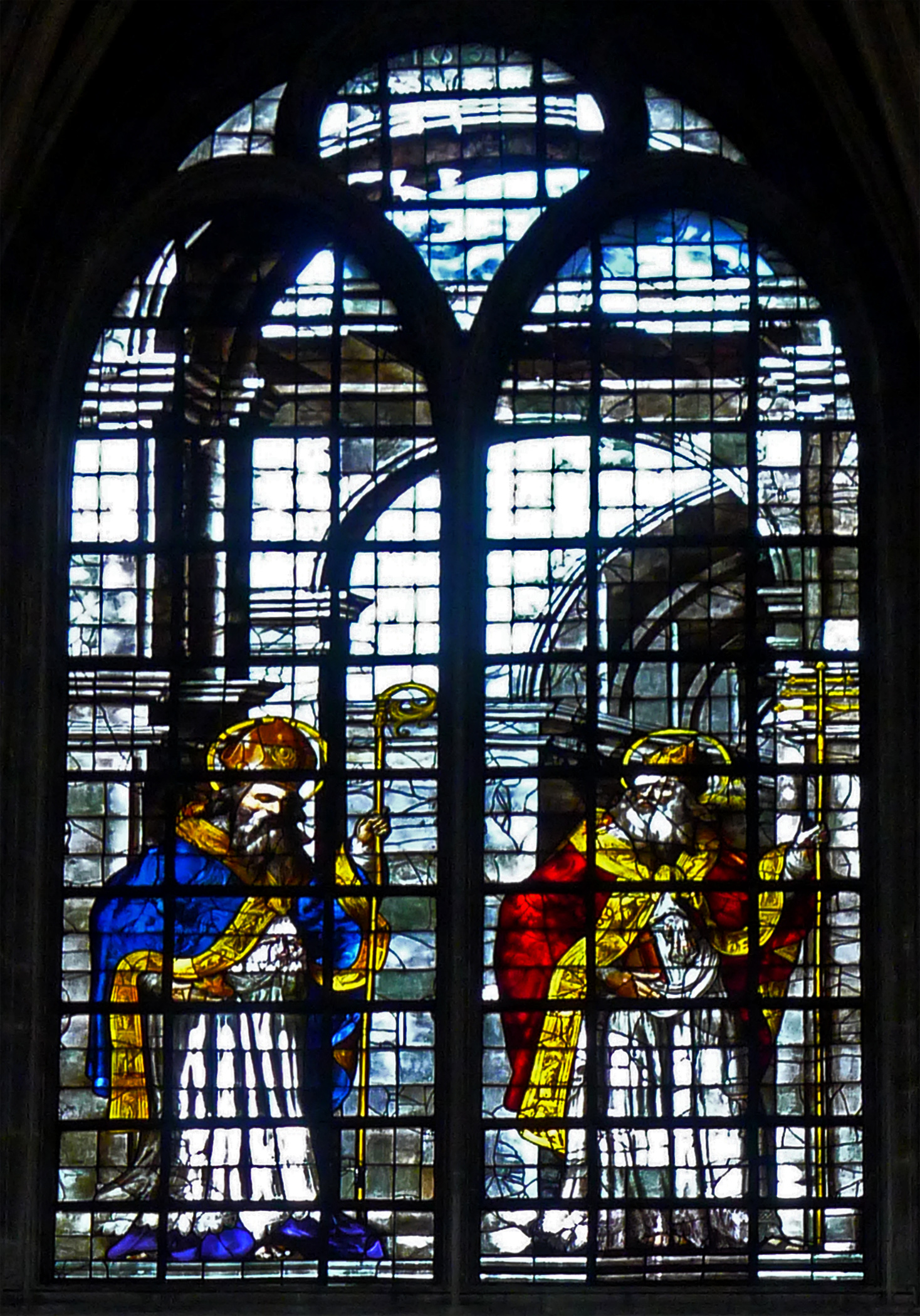
Antoine Soulignac, Saint-Augustin et Saint-Grégoire, 1631, vitrail, Paris, église Saint-Eustache.

Antoine Soulignac (dates de naissance et de décès inconnues) est un maître-verrier français du XVIIe siècle actif à Paris et en Bourgogne.

## Biographie
On sait très peu de choses de la vie d'Antoine Soulignac et peu de ses œuvres ont survécu jusqu'à nos jours. On ne connaît pas sa date de naissance. Certainement originaire de Béziers, il est signalé à Paris en 1614, où il est indiqué qu'il habite rue Beaurepaire, dans l'enclos de l'hôpital de la Trinité, avec l'architecte Gabriel Soulignac – vraisemblablement un de ses proches parents. 
En 1631, Antoine Soulignac signe les verrières du haut chœur de l'église Saint-Eustache à Paris. Représentant des saints personnages en pied – des apôtres et le saint patron –, ces verrières aux couleurs intenses se dégageant d'arrière-plans architecturés constituent les derniers feux de l'art du vitrail dans la capitale avant le XIXe siècle. Puis, en 1646, dans la cathédrale de Sens, Soulignac crée la grande verrière figurant Les Saints protecteurs du diocèse, toujours en place. Là aussi, des figures monumentales en pied aux couleurs intenses se dégagent d'un fond architecturé. 
On ignore sa date et son lieu de décès.